# Голике и Вильборг (издательство)
Издательское товарищество «Р. Р. Голике и А. И. Вильборг» (1902—1918) — издательство и типография в дореволюционной России.

## История

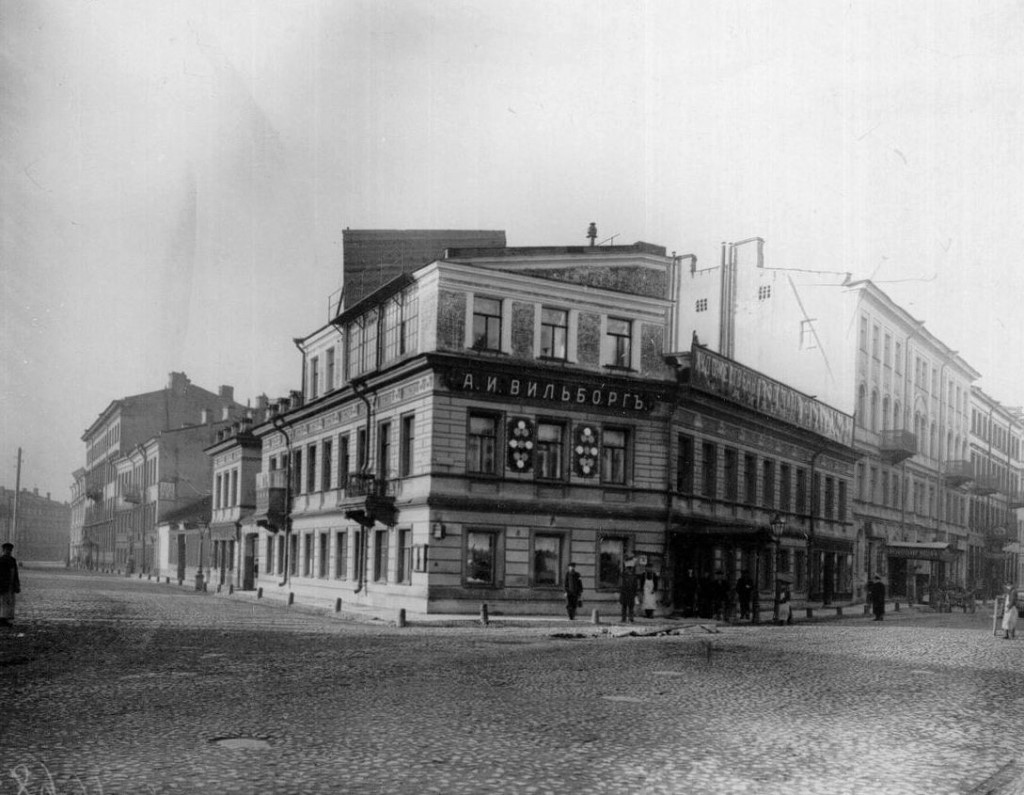
Здание товарищества «Голике и Вильборг». Санкт-Петербург, ул. Мещанская, д. 2/57 (1904)

Товарищество было основано в 1902 году путём объединения типографии и литографии Р. Р. Голике с цинкографией и хромолитографией А. И. Вильборга.
18 июня 1902 года император Николай II подписал Устав товарищества, утвердив «Товарищество на паях». Р. Р. Голике и А. И. Вильборг сразу получили звание Поставщиков Двора Его Императорского Величества.
Фирме удалось привлечь к работе художников объединения «Мир искусства». Это позволило «Голике и Вильборг» издавать книги высокого полиграфического уровня. Выходили подарочные издания, книги к знаменательным датам (100-летие Отечественной войны 1812 года, 200-летие Санкт-Петербурга, 300-летие дома Романовых и др.).
Полиграфическая продукция «Товарищества» неоднократно удостаивалась высших наград на отечественных и зарубежных выставках: в Дрездене (1909), Турине (1911), на выставке «Искусство в книге и плакате» в Петербурге (1912).
Товарищество процветало вплоть до 1917 года, его называли «купелью санкт-петербургской школы книжной графики». В 1918 году, после Октябрьской революции, Вильборг и Голике эмигрировали в Германию. «Товарищество» было национализировано и получило название «15-я Государственная типография». Было переименовано как «Типография им. Ивана Фёдорова» (с 1922), однако на Всемирной выставке в Париже (1925), где экспонаты издательства, представленные в советском разделе, получили Одобрение жюри секции «Книга», использовалось прежнее название: «Голике, Вильборг».

### Издания Товарищества

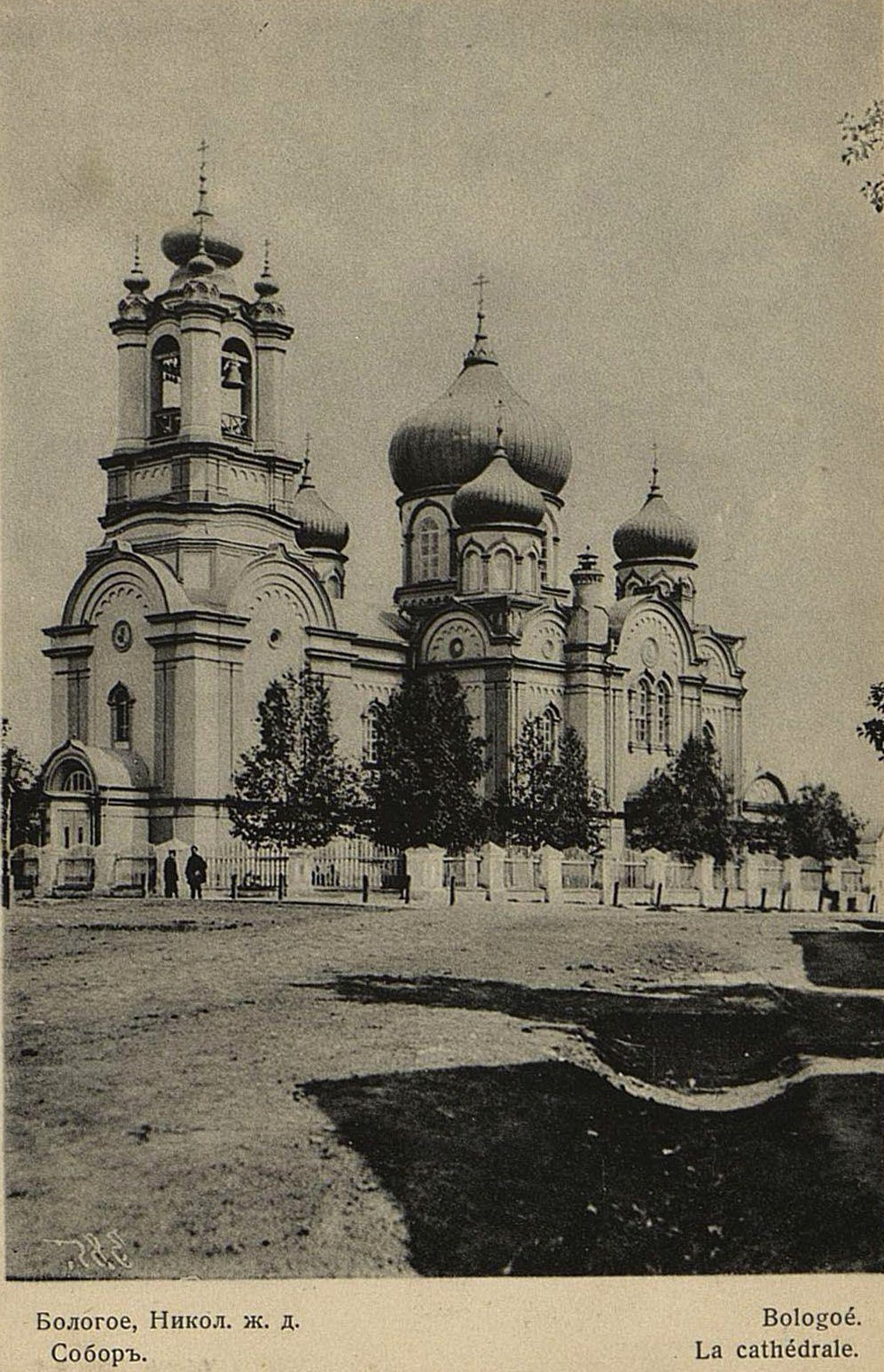
Бологое. Покровский собор. Изд.Голике и Вильборг.

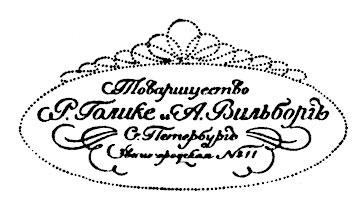
Эмблема Товарищества Р. Голике и А. Вильборгъ

В «Товариществе» был издан ряд малотиражных изданий классической литературы, отличающихся высокохудожественным исполнением, в которых участвовали в качестве иллюстраторов известные художники: Д. Н. Кардовский, М. В. Добужинский. Были напечатаны шедевры полиграфического искусства: «Царское Село в царствование императрицы Елизаветы Петровны» А. Н. Бенуа (1910) с иллюстрациями «мирискуссников»; «Горе от ума» А. С. Грибоедова (1913) в оформлении Д. Н. Кардовского и Г. И. Нарбута; «Пиковая дама» А. С. Пушкина (1911) с иллюстрациями А. Н. Бенуа; «Евгений Онегин» А. С. Пушкина (1911) с рисунками Е. П. Самокиш-Судковской; «Хаджи-Мурат» Л. Н. Толстого (1916) в оформлении и с иллюстрациями Е. Е. Лансере; «Книга маркизы» Ф. Блэй (1918) с иллюстрациями К. А. Сомова.
Полиграфическая продукция «Товарищества Р. Голике и А. Вильборг» неоднократно удостаивалась высших наград на отечественных и зарубежных выставках: в Дрездене (1909), Турине (1911), на выставке «Искусство в книге и плакате» в Петербурге (1912).
На базе «Товарищества» был издан ряд иллюстрированных журналов: «Мир искусства» (1904), «Аполлон» (1913—1917), «Сатирикон» (1908—1911) и «Жупел» (1905—1906), в оформлении которых в разное время принимали участие лучшие русские художники-графики: А. Н. Бенуа, Е. Е. Лансере, В. А. Серов, И. Я. Билибин, М. В. Добужинский, Г. И. Нарбут и дp. Кроме этого издавались и юмористические иллюстрированные журналы «Шут», «Осколки».

### Роман Романович Голике

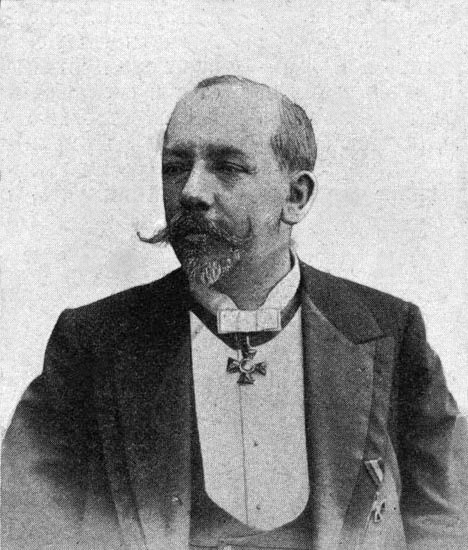
Голике Роман Романович

Роман Романович Голике (1848—1919) — российский издатель, владелец типографий, один из основателей Издательского товарищества «Голике и Вильборг». Голике получил от отца, прошедшего путь от наборщика до владельца типографии (1852), издательскую фирму в которую входило 4 типографии. Голике открыл первую школу печатного дела при Русском техническом обществе. Не без помощи Голике было создано Русское общество деятелей печатного дела и проведён Первый Всероссийский съезд деятелей печатного дела. Внуки Р.Р. Голике — Ина Коллиандер и Свен Грёнвалл.

### Артур Иванович Вильборг

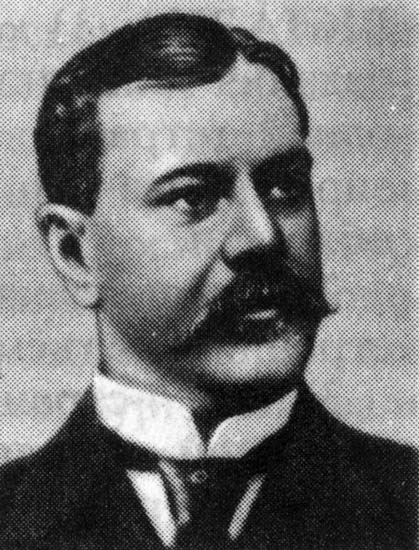
Вильборг Артур Иванович

Артур Иванович Вильборг (сер. XIX— нач. XX вв) — российский типограф и художник, один из основателей Издательского товарищества «Голике и Вильборг». Основал в Петербурге «Художественную фототипию» для печатания высококачественных репродукций (1890). С 1894 года совместно с техником-полиграфистом Г. Н. Скамони успешно развивал фототипное дело, в 1897 присоединил к своему заведению фотоцинкографическую мастерскую. Объединил фототипию и фотоцинкографию с типографией Р. Р. Голике, образовав Товарищество «Голике и Вильборг» (1903). Несмотря на маленькие масштабы, дело Вильборга сразу приобрело известность в России. Вильборг стал почётным гражданином России — купцом 2-й, а затем и 1-й гильдии.